# Mohammadreza Safdarian Korouyeh
Mohammadreza Safdarian Korouyeh, persky محمدرضا صفدریان‎ (* 1992 Isfahán) je íránský horolezec a reprezentant v ledolezení, vicemistr Asie v ledolezení na obtížnost.

## Výkony a ocenění
První Íránec který získal medaili na mistrovství světa a světovém poháru v ledolezení.
- 2016: vicemistr Asie v ledolezení
- 2018: tři bronzové medaile na mezinárodních závodech (MS, SP celkově, MA)
- 2020: vicemistr Asie v ledolezení
- 2022: finalista na mistrovství světa
- 2023: bronz v celkovém hodnocení světového poháru

### Závodní výsledky
| Mistrovství světa v ledolezení | Mistrovství světa v ledolezení | Mistrovství světa v ledolezení | Mistrovství světa v ledolezení |
| Rok                            | 2017                           | 2018                           | 2022                           |
| ------------------------------ | ------------------------------ | ------------------------------ | ------------------------------ |
| Obtížnost                      | 8                              | (2)                            | 6                              |
| Rychlost                       | 0                              | (4)                            | 5                              |
| Kombinace                      | nezávodilo se                  | 3                              |                                |

| Světový pohár v ledolezení | Světový pohár v ledolezení | Světový pohár v ledolezení | Světový pohár v ledolezení | Světový pohár v ledolezení | Světový pohár v ledolezení | Světový pohár v ledolezení | Světový pohár v ledolezení | Světový pohár v ledolezení |
| Rok                        | 2014                       | 2015                       | 2016                       | 2017                       | 2018                       | 2019                       | 2020                       | 2023                       |
| -------------------------- | -------------------------- | -------------------------- | -------------------------- | -------------------------- | -------------------------- | -------------------------- | -------------------------- | -------------------------- |
| Obtížnost                  | 47-48                      | 45                         | 10                         | 17                         | 3                          | 6                          | 4                          | 7                          |
| jednotlivě* (1/1/1)        | -,-,-, -,19                | -,-,-, -,16-17,-           | -,7, 14-16,8               | -,13,25-27, 8-10,21-22     | , · 5,6,4                  | 17,4,4, 7,7,-              | ,5,18                      | 7,9,10-11                  |
|                            |                            |                            |                            |                            |                            |                            |                            |                            |
| Rychlost                   | 48-50                      | —                          | 11                         | 11                         | 10                         | 15-16                      | 9                          | 3                          |
| jednotlivě* (0/1/0)        | -,-, -,23                  | —                          | -,28, 13,5                 | 10,-, 12,7                 | 5,7,6, 27,34               | -,-,10, -,5,-              | 16,14,6                    | 4,9,                       |

* pozn.: napravo jsou poslední závody v roce
| Mistrovství Asie v ledolezení | Mistrovství Asie v ledolezení | Mistrovství Asie v ledolezení | Mistrovství Asie v ledolezení | Mistrovství Asie v ledolezení |
| Rok                           | 2016                          | 2018                          | 2020                          | 2023                          |
| ----------------------------- | ----------------------------- | ----------------------------- | ----------------------------- | ----------------------------- |
| Obtížnost                     | 2                             | 3                             | 2                             | 4                             |
| Rychlost                      | 14                            | 13                            | 4                             | 6                             |